# Pausanias (geograf)
 For alternative betydninger, se Pausanias. (Se også artikler, som begynder med Pausanias)
Pausanias (græsk: Παυσανίας Pausanías) var en græsk rejsende og geograf i 100-tallet e.Kr., som levede på samme tid som kejserne Hadrian, Antoninus Pius og Marcus Aurelius. Han er kendt for sin bog Beskrivelse af Hellas (Ἑλλάδος περιήγησις), et omfattende værk som beskriver antikkens Hellas og store dele af den hellenistiske verden fra hans egne observationer. Værket er en afgørende forbindelse mellem klassisk litteratur og moderne arkæologi, og er en af de vigtigste samtidige kilder om antikkens monumenter i Hellas.
Forfatteren Andrew Stewart vurderede ham som "en omsorgsfuld, vandrende forfatter, han er interesseret ikke bare i det storslåede eller fortræffelige, men i uvanlige udsigter og mærkelige ritualer. Han er tidvis uagtsom eller gør uberettigede slutninger, og hans førere eller selv hans egne notater har vildledt ham; dog er hans ærlighed ubetinget og hans værdi er uden sidestykke."
Pausanias var antagelig fra Lydien. Han var godt kendt med vestkysten af Anatolien, men hans rejser strakte sig langt uden for grænserne af Jonien. Før han besøgte Hellas havde han været i Antiokia, Jaffa, Jerusalem og ved Jordanflodens bredder. Han havde set pyramiderne i Egypten, mens han blev vist hymnen som en gang blev sendt til tempelet til Ammon af Pindaros. I Makedonien havde han næsten helt sikkert set Orfeus' grav. Han krydsede over til Italien og havde set nogen af byerne i Campania og underværkerne i Rom. Han var en af de første til at skrive, at han havde set ruinerne af Troja, Alexandria Troas og Mykene.